# Альсбах (Вестервальд)
Альсбах (нем. Alsbach) — община в Германии, в земле Рейнланд-Пфальц.
Входит в состав района Вестервальд. Подчиняется управлению Рансбах-Баумбах. Население составляет 584 человека (на 31 декабря 2010 года). Занимает площадь 4,77 км².